# Mikros (system operacyjny)
Mikros to dyskowy system operacyjny, zgodny z systemem CP/M w wersji 2.2, stosowany w systemie mikrokomputerowym MIKROSTER MSA-80.